# Azarià
|  | Per a altres significats, vegeu «Azariahu». |

Segons la Bíblia, Azarià o Ozies (en hebreu עזיה בן-אמציה Uziyah ben Amatzyah) va ser el desè rei de Judà. Va regnar 52 anys entre 767-740 a.n.e. segons la cronologia tradicional, o entre 829-777 a.n.e. segons la cronologia bíblica.

## Context històric
Al regne septentrional d'Israel hi van governar successivament durant aquest període Jeroboam II, Zacaries, Xaŀlum, Menahem, Pecahià i Pècah. Els profetes Isaïes, Osees, Amós i potser Joel van ser contemporanis d'Azarià, que va adorar Jehovà tota la vida. En el transcurs del seu regnat va ocórrer un terratrèmol de gran magnitud.

## Victòries militars
Azarià es va fer famós per les victòries militars. Va retornar Elat (Elot) al Regne de Judà i va reedificar aquesta ciutat situada a prop del Golf d'Àqaba. Va derrotar els filisteus, va penetrar en els murs de Gat, Jabné i Asdod, i va edificar ciutats al territori d'Asdod. A més, va aconseguir victòries sobre els àrabs i va fer els ammonites tributaris de Judà. La seva poderosa i ben equipada força de combat va arribar a estar formada per 307.500 homes sota el control de 2.600 caps de llinatge. Va reforçar les fortificacions de Jerusalem i va construir màquines de guerra.

## Avenços al regne
També va demostrar un gran interès per l'agricultura i la ramaderia, va obrir un gran nombre de cisternes per abastir d'aigua el bestiar i va edificar torres al desert, segurament per protegir dels lladres els ramats que pasturaven en aquells indrets. A més, sota la seva direcció es va dur a terme un programa de conreu i cultiu de vinyes a la muntanya del Carmel.

## Final del regnat
Al final del seu regnat va contreure la lepra i va romandre en una casa fins al dia de la seva mort, apartat dels deures reials, i el seu fill Jotam va ser qui va administrar els assumptes d'estat fins a la seva mort. Després seria el següent rei.